# 第2総軍 (日本軍)
第2総軍（だいにそうぐん）は、第二次世界大戦末期に、本土決戦を目的に設立された大日本帝国陸軍の総軍の一つである。

## 概要
絶対国防圏の要石とされたサイパンを失いレイテ戦に失敗した大本営は、昭和20年（1945年）1月20日に本土（北海道、本州、四国、沖縄を除く九州）の維持を作戦目的とした帝国陸海軍作戦計画大綱を決定、本土における軍の編制を根本的に改めた。
それまでの防衛総司令部を廃し、日本列島を鈴鹿山系を以って東西に二分し、東部を第1総軍が担当、西部を第2総軍が担当、第2総軍は中部軍管区及び西部軍管区の防衛を主任務として、連合国軍上陸が予想される南九州を重点に編成され、連合国軍の沖縄上陸の6日後の4月7日には司令部が広島市（二葉の里）の旧騎兵第5連隊本部に置かれた。
設置から約4ヶ月後の8月6日、広島市に原子爆弾が投下され、第2総軍の総司令部以下全組織も壊滅的な被害を受けた。総軍の中枢部が崩壊し諸部隊も全滅に近い状態となり、命令系統不全となる。このため、爆心地から4kmと比較的離れた宇品にあった陸軍船舶司令部所属の暁部隊が救護・救援活動の主力となった。
全壊全焼エリアの第2総軍司令部は、午後2時に独断で広島市に戒厳令を布告した。そして在宇品の陸軍船舶司令官佐伯文郎中将を広島警備担任司令官に任命した。以降、第2総軍は原爆負傷者の救護・救援活動を任務とする。だが、8月15日に日本は無条件降伏し、救援業務を広島県と市に引き継いだ。

## 基本情報
- 通称号：西方
- 軍隊符号：2SA
- 編成時期：昭和20年（1945年）4月8日
- 最終位置：広島

## 第2総軍の人事

### 司令官
- 畑俊六元帥陸軍大将：昭和20年（1945年）4月7日 - 10月15日

### 参謀長
- 若松只一中将：昭和20年（1945年）4月6日 - 7月18日
- 岡崎清三郎中将：昭和20年（1945年）7月18日 - 10月15日

### 参謀副長
- 真田穣一郎少将：昭和20年（1945年）4月6日 - 9月10日
- 寺垣忠雄中将：昭和20年（1945年）9月21日 - 10月15日
- 三好康之少将：昭和20年（1945年）9月21日 - 10月15日（第15方面軍参謀副長と中部軍管区参謀副長を兼ねた）

### 高級参謀
- 井本熊男大佐：昭和20年（1945年）4月6日 - 終戦

### 終戦時
- 司令官：畑俊六元帥陸軍大将
- 参謀長：岡崎清三郎中将
- 参謀副長：真田穣一郎少将
- 高級参謀：井本熊男大佐
- 高級副官：益森芳男大佐
- 兵器部長：森田広中将
- 経理部長：森武夫主計中将
- 軍医部長：田中巌軍医中将
- 獣医部長：山根定吉獣医少将
- 法務部長：大田原清美法務少将

## 終戦時の隷下部隊
| 第15方面軍（近畿・中国・四国方面担当） - 第55軍 - 第11師団 - 第155師団 - 第205師団 - 第344師団 - 独立混成第121旅団 - 第10砲兵司令部 - 第20野戦輸送司令部 - 第59軍 - 第230師団 - 第231師団 - 独立混成第124旅団 - 第15方面軍直轄 - 第144師団 - 第225師団 - 高射第3師団 - 独立混成第123旅団 - 由良要塞司令部 | 第16方面軍（九州方面担当） - 第40軍 - 第146師団 - 第303師団 - 独立混成第125旅団 - 第4砲兵司令部 - 第56軍 - 第145師団 - 第312師団 - 第351師団 - 独立戦車第4旅団 - 第6砲兵司令部 - 壱岐要塞司令部 - 下関要塞司令部 - 第57軍 - 第86師団 - 第154師団 - 第156師団 - 独立混成第98旅団 - 独立混成第109旅団 - 独立戦車第5旅団 - 独立戦車第6旅団 - 第1砲兵司令部 | - 第16方面軍直轄 - 第25師団 - 第57師団 - 第77師団 - 第206師団 - 第212師団 - 第216師団 - 高射第4師団 - 独立混成第64旅団 - 独立混成第107旅団 - 独立混成第118旅団 - 独立混成第122旅団 - 独立混成第126旅団 - 対馬要塞司令部 |